# Gutkowo (gmina)
Gutkowo – dawna gmina wiejska istniejąca do 1954 roku w woj. warszawskim. Nazwa gminy pochodzi od wsi Gutkowo, lecz siedzibą władz gminy był Unieck.
W okresie międzywojennym gmina Gutkowo należała do powiatu sierpeckiego w woj. warszawskim. Po wojnie gmina zachowała przynależność administracyjną. Według stanu z 1 lipca 1952 roku gmina składała się z 18 gromad.
Gminę zniesiono 29 września 1954 roku wraz z reformą wprowadzającą gromady w miejsce gmin. Jednostki nie przywrócono 1 stycznia 1973 roku po reaktywowaniu gmin, a jej dawny obszar wszedł głównie w skład gmin Raciąż i Siemiątkowo Koziebrodzkie.